# Theo van der Horst

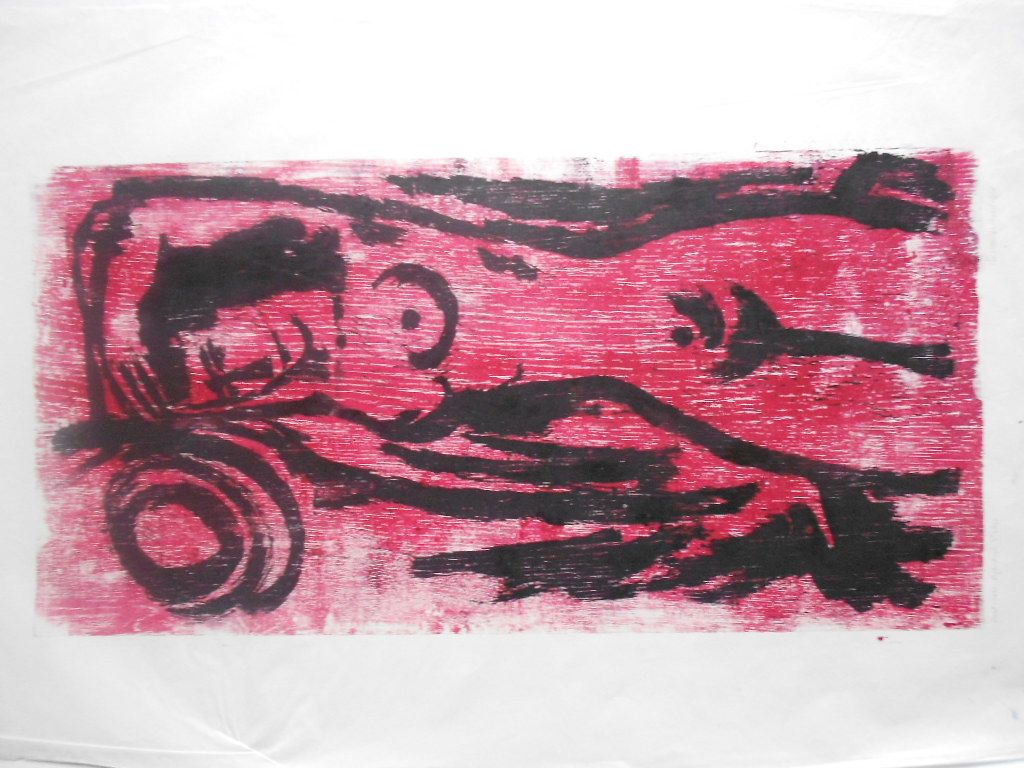
Linoleumsnede van Theo van der Horst

Theodoor (Theo) van der Horst (Arnhem, 18 juli 1921 – aldaar, 9 oktober 2003) was een Nederlandse schilder, beeldhouwer, graficus en glazenier.

## Leven en werk
Theo van der Horst genoot zijn opleiding bij Genootschap Kunstoefening in Arnhem (1936-1940) en was in de leer bij de Duitse tekenaar en karikaturist Erich Schilling en bij glaskunstenaar Henk Schilling. Van der Horst was lid van de Gemeenschap Beeldende Kunstenaars (GBK). Hij schilderde mensen, dieren en landschappen in een expressionistische stijl. Naast olieverfschilderijen maakte hij etsen, tekeningen, gouaches, beelden en gebrandschilderd glas.
Van der Horst exposeerde tot in de jaren zeventig in galeries en musea, maar koos daarna voor een kluizenaarsbestaan. Hij overleed in oktober 2003 op 82-jarige leeftijd in Arnhem.

## Exposities (selectie)
- 1954 - Gemeentemuseum Arnhem - overzichtstentoonstelling[5]
- 1962 - The Arnhem Gallery, Croydon (GB) - 6 Arnhem Painters (Wim Gerritsen, Klaas Gubbels, Jan Homan, Theo van der Horst, Johan Mekkink en Fred Sieger)[6][7]
- 1963 - Museum Marburg (D)[8]
- 1965 - Gemeentelijke Van Reekum Galerij, Apeldoorn - Hedendaagse kunst in Gelderland (Marius van Beek, Klaas Gubbels, Theo van der Horst, Ko Oosterkerk, Fred Sieger, Piet Slegers, Gerrit Veenhuizen, Toon Vijftigschild)[6]
- 1967 - Theater München[8]
- Stedelijk Museum Schiedam[8]
- Dordrechts Museum[8]
- Groepstentoonstellingen te Berlijn, Milaan en Antwerpen[8]

## Onderscheidingen
- 1954 - Prijs van de Provincie Zeeland (watersnoodschilderij)[8]
- 1954 - Arnhemse prijs voor de beeldende kunst[5]
- 1962 - Quarles van Uffordprijs voor schilderkunst (oeuvre)[1]

## Anderen over Theo van der Horst
- Pierre Janssen - citaat uit een toespraak ter gelegenheid van een expositie in het Gemeentemuseum Arnhem.

- Biografisch Portaal: 74580914
- Gemeinsame Normdatei: 139230947
- International Standard Name Identifier: 0000 0000 5812 8315
- Library of Congress Control Number: no2009047580
- Nederlandse Thesaurus van Auteursnamen: 070172668
- RKD-Nederlands Instituut voor Kunstgeschiedenis: 39868
- Virtual International Authority File: 211145542459096641420
- WorldCat: E39PCjvX6Vk6PdmJ9ybYJRg8vd